# Jewel H. Bronaugh
Jewel Hairston Bronaugh es una funcionaria del gobierno estadounidense que se desempeña como subsecretaria de Agricultura desde el 17 de mayo de 2021. Anteriormente se desempeñó como la decimosexta comisionada del Departamento de Agricultura y Servicios al Consumidor de Virginia de 2018 a 2021. Bronaugh es la primera afroamericana en ser subsecretario de Agricultura.

## Biografía

### Primeros años
Bronaugh, nativa de Petersburg (Virginia), obtuvo una licenciatura en educación en la Universidad James Madison.Completó una maestría en educación y un doctorado en educación profesional y técnica de Virginia Tech. 

### Carrera profesional
En 2001 se unió a la facultad de la Universidad Estatal de Virginia (VSU). Durante cinco años se desempeñó como decano de la Facultad de Agricultura de VSU antes de convertirse en director ejecutivo del Centro de Investigación Agrícola, Compromiso y Difusión de VSU (CAREO). En 2018, el gobernador de Virginia, Ralph Northam, la nombró decimosexta comisionada del Departamento de Agricultura y Servicios al Consumidor de Virginia. En enero de 2021, el entonces presidente electo Joe Biden la nominó como subsecretaria de agricultura de los Estados Unidos. Fue confirmada por voto de voz en el senado el 13 de mayo de 2021 y juramentada el 17 de mayo del mismo año.